# Peter Waterfield
Peter Waterfield (n. 12 martie 1981, Londra, Anglia, Regatul Unit) este un săritor în apă ce a reprezentat Regatul Unit al Marii Britanii și al Irlandei de Nord, medaliat olimpic. A participat la 4 ediții ale Jocurilor Olimpice (2000, 2004, 2008, 2012) în care a câștigat o medalie de argint.